# مريم بنت عبد الرحمن
أمة الله مريم بنت عبد الرحمن بن أحمد بن عبد الرحمن بن عبد المنعم بن نعمة بن سلطان بن سرور بن رافع بن حسن بن جعفر النابلسية، أم محمد، الملقبة بـ سِتّ القُضَاة (692 – 758 هـ نابلس) مسندة، حنبلية، عالمة حديث.
وهي أخت محمد بن أحمد الأذرعي الأصل القاهري الحنفي، ولد سنة 738هـ، بدمشق، وولي مشيخة الجامع الجديد بمصر، وخطابة جامع شيخو، وحدث، وسمع منه غير واحد، وأجاز وأجيز، واشتهر، ومات في القاهرة سنة 805هـ.
كانت زوجة عبد القادر بن عثمان الجعفري. وهي والدة شمس الدين محمد بن عبد القادر (المتوفي سنة 797هـ).

## مولدها ووفاتها
ولدت سنة 691هـ، وكان مولدها ووفاتها بنابلس، وماتت في شهر المحرم سنة 758هـ.

## رواية الحديث
تلقت من 283 شيخا من بينهم 28 شيخة، وقد ذكرتهم في المعجم مع تعريف بسيط بهم وبأعمالهم ومحفوظاتهم وإجازاتهم وسنة وفاتهم، من دون ذكر كثير تفاصيل عنهم، مع ذكر هذه الأحاديث التي أخذتها منهم بأسانيدها، والمعجم أخرجه ابن حجر العسقلاني وكتبه بخطه كما ذكر المحقق في بداية الكتاب.

## مؤلفات
- للشيخة مؤلف معجم الشيخة مريم، خرجه ابن حجر العسقلاني، وهو مطبوع.[4]
- مسند أمة الله مريم.